# Pseudotrochalus parvulus
Pseudotrochalus parvulus är en skalbaggsart som beskrevs av Frey 1970. Pseudotrochalus parvulus ingår i släktet Pseudotrochalus och familjen Melolonthidae. Inga underarter finns listade i Catalogue of Life.